# Río Tigre (Venezuela)
Pour les articles homonymes, voir Río Tigre.
Le río Tigre est un cours d'eau de l'Amazonie vénézuélienne, sous-affluent de l'Orénoque. Situé à l'extrême sud-est de l'État d'Amazonas, il se jette à proximité de la localité de Parepoy-teri en rive gauche du río Ugueto dont il est le principal affluent, peu avant que celui-ci se jette dans l'Orénoque. Il prend sa source à la frontière avec le Brésil entre la sierra Parima et la sierra Urucuzeiro.